# Saepiseuthes chilensis
Saepiseuthes chilensis là một loài bọ cánh cứng trong họ Cerambycidae.